# Phasia hemiptera
Phasia hemiptera är en tvåvingeart som först beskrevs av Johan Christian Fabricius 1794. Phasia hemiptera ingår i släktet Phasia och familjen parasitflugor. Artens utbredningsområde finns i den palearktiska regionen och den har hittats i Europa, Ryssland och Japan. Arten är reproducerande i Sverige.